# A14 (Frankrijk)

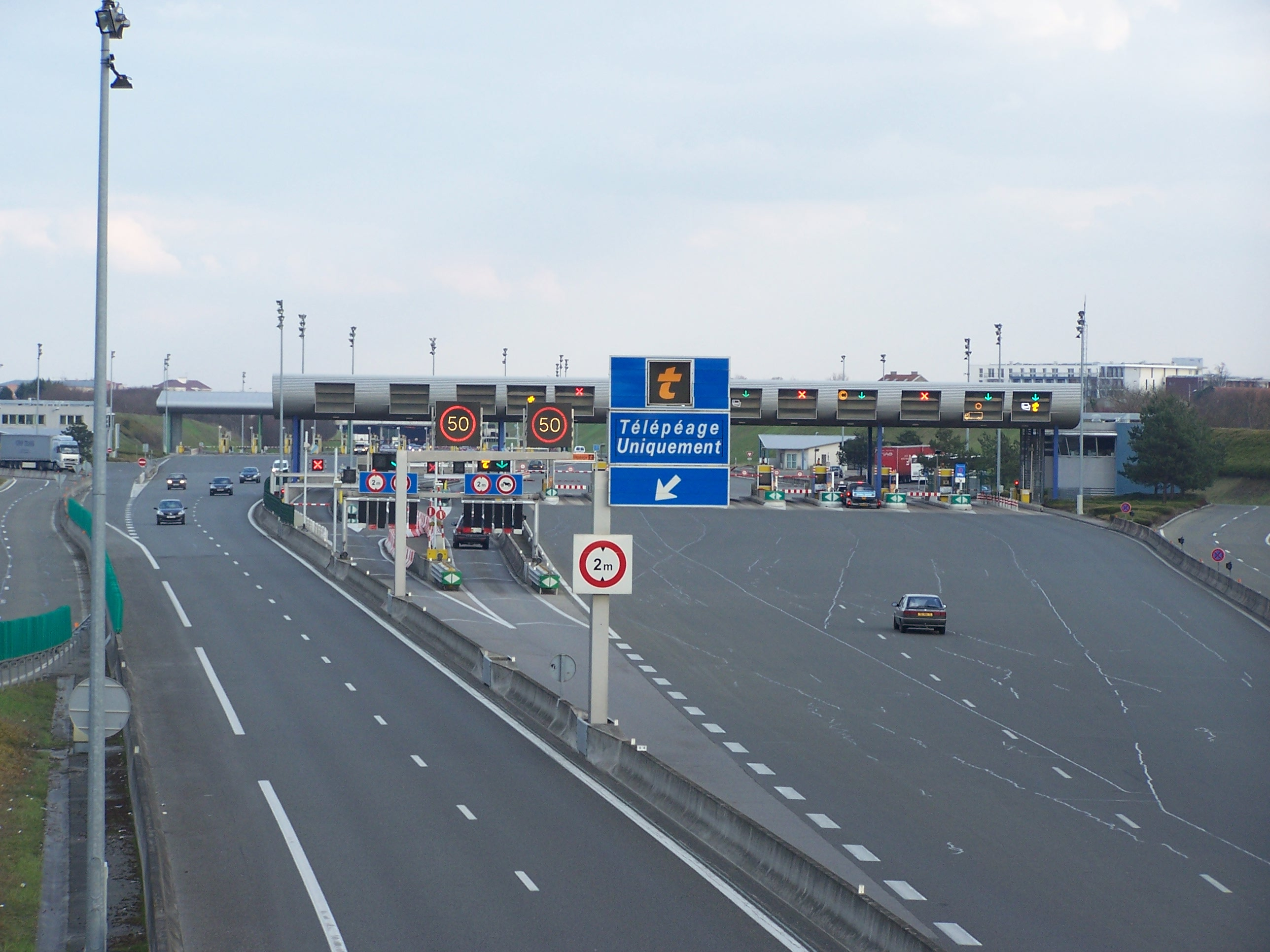
De A14 in Montesson

De A14 is een autosnelweg van 15,6 kilometer gelegen in het westen van Île-de-France bij de Franse hoofdstad Parijs. Sinds 1996 is dit traject, waarvoor tol betaald dient te worden, opengesteld voor het verkeer. Het beheer van de weg is in handen van de SAPN (Société des autoroutes Paris-Normandie), onderdeel van Sanef (Société des autoroutes du Nord et de l'Est de la France).

## Bijzonderheden
De A14 telt twee bruggen over de rivier de Seine, een tunnel onder La Défense, en een tunnel van 2,8 kilometer lang onder het kasteel van Saint-Germain-en-Laye. De kosten voor de aanleg van het hele traject bedroegen omgerekend zo'n 690 miljoen euro.

## Traject
- Afrit 1 (Suresnes): richting Nanterre, Suresnes en La Défense.
- Afrit 2 (La Garenne-Colombes): richting Courbevoie, La Garenne-Colombes en La Défense.
- Afrit 3 (Rueil-Malmaison): richting Puteaux, Nanterre en Rueil-Malmaison.
- Afrit 4 (La Défense-Centre): richting Nanterre en La Défense.
- Knooppunt met de A86 en D986.
  - Péage (tolpunt): Montesson
- Afrit 6(.a) (Chambourcy): richting Chambourcy en Saint-Germain-en-Laye.
- Afrit 6.b (Poissy-La Maladrerie): richting Poissy.
- Afrit 7 (Poissy - Orgeval): richting Poissy en Orgeval.
- Knooppunt met de A13.

Afrit 5 is gepland ter hoogte van Montesson en is nog in uitwerking.